# Château de Trollenäs
Le château de Trollenäs (Trollenäs slott) est un château suédois de la commune d’Eslöv, dans le village de Trollenäs, dans la province historique de Scanie.

## Historique
Le château est attesté depuis le XIVe siècle, et a été la propriété de deux familles, les Thott et les Trolle. L’édifice actuel remonte à 1559, et a été rénové au XIXe siècle par l’architecte Ferdinand Meldahl dans un style Renaissance française.
Le château est aujourd’hui ouvert au public, et se réserve pour diverses occasions. Un café a ouvert dans le parc.

## Source
- (en) Cet article est partiellement ou en totalité issu de l’article de Wikipédia en anglais intitulé « Trollenäs Castle » (voir la liste des auteurs).